# مزرعه محمدی
مزرعه محمدی روستایی در دهستان علامرودشت، بخش علامرودشت، شهرستان لامرد استان فارس ایران است. بر اساس آمار سرشماری ۱۳۹۵، جمعیت این آبادی کمتر از سه خانوار بوده است.